# Nilobezzia ateles
Nilobezzia ateles är en tvåvingeart som först beskrevs av John William Scott Macfie 1940.
Nilobezzia ateles ingår i släktet Nilobezzia och familjen svidknott. Inga underarter finns listade i Catalogue of Life.